# Ralph Stafford, 1.º Conde de Stafford
Ralph de Stafford, 2.° Barão Stafford e 1.º Conde de Stafford (Castelo de Stafford, 24 de setembro de 1301 – Tonbridge, 31 de agosto de 1372) foi um nobre inglês e notável soldado durante a Guerra dos Cem Anos contra a França. Em 1348 ele foi um dos cavaleiros fundadores e o quinto Cavaleiro da Ordem da Jarreteira.